# Daniel Tjernström
Leif Daniel Tjernström (ur. 19 lutego 1974 roku w Karlskodze) − były szwedzki piłkarz, grający na pozycji pomocnika. Od 1999 do 2013 roku zawodnik szwedzkiego klubu AIK Fotboll. W reprezentacji Szwecji zadebiutował w 1995 roku. W latach 1995–1997 rozegrał w niej pięć spotkań.